# NGC 5197
NGC 5197 (другие обозначения — ZWG 17.3, NPM1G -01.0381, PGC 47546) — галактика в созвездии Дева.
Этот объект входит в число перечисленных в оригинальной редакции «Нового общего каталога».